# Viktor Bannikov
Viktor Maksymovych Bannikov (Luhyny, 28 de abril de 1938 - 25 de abril de 2001) foi um futebolista ucraniano, que atuava como goleiro.

## Carreira
Viktor Bannikov fez parte do elenco da Seleção Soviética na Copa do Mundo de 1966. 

## Ligações Externas
- Perfil em FIFA.com (em inglês)